# Siemiennik
Siemiennik – część wsi Gnojno w Polsce położona w województwie łódzkim, w powiecie kutnowskim, w gminie Kutno. Siemiennik wchodzi w skład sołectwa Gnojno.
W latach 1975–1998 Siemiennik administracyjnie należał do województwa płockiego.